# Николай Ишков
Николай Ишков е български актьор и продуцент.

## Биография
Роден е на 27 февруари 1962 г. в гр. Варна.
Завършва ВИТИЗ „Кръстьо Сарафов“ през 1987 г. в класа на доц. Богдан Сърчаджиев със специалност „Актьорско майсторство за куклен театър“
Между 1987 и 1989 г. е актьор във Вариететен театър гр. Габрово и работи с режисьора Вили Цанков.
От 1990 г. е продуцент, лицензиран към Националния филмов център.
Финансира специализация по компютърна анимация в Париж на режисьора Златин Радев.
През 1992 г. продуцира два филма в Колумбия:
- „Макондо или дървото на живота" [1] – посветен на живота и творчеството на писателя Габриел Гарсия Маркес
- „Произхода“ – филм за проблемите на индианското население.

През 1993 г. съвместно с испанската телевизия (RTVE), „CITURNA“ (Колумбия), CANAL 4 (Великобритания) заснема „Надутият свят на Фернандо Ботеро“ – филм за световноизвестния художник и скулптор Фернандо Ботеро.
Същата година е учредител и председател на Фондация „Авансцена“, която от своя страна е съучредител и основател на Фондация „Сцена на кръстопът“, създадена с цел да развива международния театрален фестивал в Пловдив.
През 1993 г. продуцира, като първи български независим продуцент, спектакъла „Дон Кихот“, с режисьор Александър Морфов в Народен театър „Иван Вазов“
През 1994 г. продуцира пълнометражния игрален филм „Клането на петела“ (1996) с режисьор Андреас Пандзис.
Същата година става президент (председател) на Футболен клуб „Спартак“ (Варна), а от 1997 г. до 2004 г. и негов собственик.
През 1995 г. организира и провежда „Театрални празници Плевен’95“ под мотото „Иван Радоев и българското в българския театър“, театрален фестивал в памет на големия поет и драматург Иван Радоев.
През 1996 г. Фондация „Авансцена“ става член на „Международния институт за средиземноморски театър“ със седалище в Мадрид.
Същата година организира и провежда „Театрални срещи София’96“, международен симпозиум, посветен на диалога между балканските театри. Фондация „Авансцена“ започва работа по селекционирането и издаването на десетте най-добри български пиеси за всички времена. Фондация „Авансцена“ поставя началото на създаване на световен театрален портфейл от нови театрални произведения с цел репертоарното и художествено подпомагане на българските театрални трупи.
През 1997 г. организира и провежда „Театрални срещи Пловдив’97“, международен театрален фестивал.
През 2008 г. продуцира спектакъла „Колекцията“ по Харолд Пинтър в Театрална работилница „Сфумато“
Между 2005 и 2013 г. е Директор връзки с обществеността на консорциум „Титан“ Бургас, водеща фирма за България в областта на сметосъбирането и сметоизвозването.
В периода 2014 – 2017 г. е директор на Зала „Арена Армеец София“

## Награди и отличия
Като председател на Фондация „Авансцена“ получава Награда за качество и съвършенство от „Дирекцията за световна бизнесинициатива“ в Испания.

## Филмография

### Филми
- „По здрач“ (1987), реж. Петър Бахнев
- „А сега накъде?“ (1988), реж. Рангел Вълчанов
- „Сирна неделя“ (1993), реж. Радослав Спасов
- „А днес накъде?“ (2007), реж. Рангел Вълчанов
- „Съдилището“ (2014), реж. Стефан Командарев
- „Жената на моя живот“ (2014), реж. Антоний Дончев
- „Възвишение“ (2017), реж. Виктор Божинов
- „Грешници“ (2018) - „Питона“, реж. Симеон Комсалов

### Сериали
- Un caso di coscienza („По съвест“) българо-италианска продукция
- „Под прикритие“ (2011) БНТ
- „Връзки“ (2015) TV7
- „Sunny Beach“ (2020) BTV

### Продуцентска дейност
- „Slaughter of the Cock“ (1996) Andreas Pantzis
- „А днес накъде?“ (2007), реж. Рангел Вълчанов
- „Възвишение“ (2017), реж. Виктор Божинов